# Thyasira sarsii
Thyasira sarsii är en musselart som först beskrevs av Philippi 1845.  Thyasira sarsii ingår i släktet Thyasira, och familjen Thyasiridae. Arten är reproducerande i Sverige.